# Bornel
Bornel község Franciaországban, Oise megyében. Lakosainak száma 3553 fő (2013). Bornel Amblainville, Anserville, Belle-Église, Fosseuse, Fresnoy-en-Thelle, Puiseux-le-Hauberger, Arronville, Frouville és Hédouville községekkel határos.
Új községként 2016. január 1-jén jött létre, amikor a régi Bornel Anserville és Fosseuse korábbi községekkel egyesült.

## Népesség
A település népességének változása:

| 2013 | 3 553 |